# Файнштейн-Пухачевская, Нехама
Неха́ма Файнште́йн-Пухаче́вская (ивр. נחמה פוחצ'בסקי‎), (девичья фамилия Файнштейн, по мужу Пухачевская (в России – Похачевская); 23 марта 1869 год, Брест, Российская империя, — 21 мая 1934 года, Ришон-ле-Цион, Подмандатная Палестина) —  поэтесса и писательница, суфражистка, судья.

## Биография

### Молодые годы
Нехама Файнштейн-Пухачевская родилась в 1869 году в Бресте, на юго-западе современной Беларуси, в зажиточной хасидской семье Йоны Цви и Блюмы (Мильхикер) Файнштейн. В девятилетнем возрасте она переехала вместе с семьей в город Царицын на юге России. В старших классах гимназии Нехаму полюбил сын русских аристократов, она стала близка к русским молодежным и революционным кругам. Отец Нехамы боялся этой связи и также возражал против влияния на дочь русской культуры, поэтому забрал ее из гимназии и нанял репетитора-еврея, обучавшего ее в том числе ивриту. В юности она переписывалась со Львом Осиповичем Гордоном, чьи произведения оказали на нее сильное влияние, дружила с Иосифом Виткиным.
Через некоторое время Нехама начала сама писать на иврите и посылать статьи в газету «Ха-Мелиц», издававшуюся в России. Среди наиболее значительных работ на этом раннем этапе была статья «Еще о вопросе дочерей» (1889 год, опубликованна в «Ха-Мелиц»), в которой пропагандировалось еврейское образование для девочек. Другие важные статьи включали ответ, опубликованный в журнале «Ха-шилоах» (1908 год), на противоречивую статью Ицхака Эпштейна о приобретении арабских земель в Палестине.
В 17 лет Файнштейн-Пухачевская вернулась в Брест и присоединилась к сионистскому движению «Хибат Цион». В 1889 году она вышла замуж за Йехиэля (Михеля) Залмана Пухачевского, также уроженца Бреста и активиста «Хибат Цион». Он был одним из первых шести сельскохозяйственных инструкторов («мадрихов», (ивр. מדריך‎)), посланных бароном Эдмоном де Ротшильдом в Палестину для занятия виноградарством и садоводством. Нехама совершила алию вместе с супругом в «мошаву» Ришон-ле-Цион.  В 1896 году она вернулась в Брест со своим малолетним сыном Асаэлем. В России Нехама провела полтора года, после чего вернулась к мужу.

### Литературное творчество
Проживая в Палестине, Файнштейн-Пухачевская продолжила писать рассказы из жизни страны на иврите, став первой ивритоязычной писательницей-женщиной. Её дом был вторым домом в Ришон-ле-Ционе (после дома Давида Юделевича, где говорили только на иврите. Он стал местом встреч еврейской молодежи и литераторов, пишущих на иврите.
Её работы (больше эссе, чем рассказы) напрямую связаны с национальным сионистским проектом, но женские персонажи в её сочинениях показывают, насколько критически Пухачевская оценивала женскую жизнь в ишуве. C одной стороны, женщины были равноправными партнерами в работе по созданию новой страны евреев, но, c другой, они были исключены из реального партнерства в повседневных делах сообщества, его интеллектуальной жизни и процессов принятия решений.
Первый сборник рассказов Пухачевской «В Новой Иудее» был опубликован в 1911 году. Первые пять рассказов посвящены еврейской земледельческой жизни в Палестине; последние пять — изображают йеменскую общину в Ришон-ле-Ционе. Некоторые из историй затрагивают вопросы феминизма, включая вопросы экономической независимости женщин в «Ха-Аведот» («Потери»ת (ивр. האבדות‎)), несправедливости еврейского закона о разводе в «Паамайим» («Дважды») и статусе бесплодных женщин в еврейской жизни в диаспоре. Эта тема также была затронута в более позднем рассказе «Асона шель Афия» («Бедственное положение Афии», 1925ת (ивр. אסונה של אפיה‎)).
Современные критики уделили этому изданию скудное внимание, за исключением двух рецензентов, которые категорически возражали против повторяющихся катастроф и бедствий, описанных в книге. «Там, где читатель надеется встретить много жизни, — пишет Яаков Зерубавель, — он на каждом шагу спотыкается о трупы».
Во втором сборнике Пухачевской «Бакфар у-ва-авода: Сиппурим» (В деревне и на работе, 1930ת (ивр. בכפר ובעבודה : ספורים ‎)) много феминистских мотивов, включая несколько отрывков, полемизирующих против обесценивания женского труда в коммуне. Самая успешная новелла в сборнике — «Би-вдидут» («В одиночестве»ת (ивр. בבדידות ‎)), написанная в форме дневниковых записей, в которой рассказывается история сорокалетней женщины, живущей и работающей на ферме со своим братом-женоненавистником.
В последние годы жизни Пухачевская написала неопубликованный роман «Ба-Мидрон» («На склоне», (ивр. במדרון : רומן ארצישראלי ‎)), рассказывающий о хронически неудачливом еврейском фермере по имени Хаим Зельцберг.

### Общественная жизнь
Нехама Файнштейн-Пухачевская была членом местного совета Ришон-ле-Циона, членом комитета школ, судьей в гражданском суде. Она основала кассу беспроцентных кредитов для нуждающихся, брала на временное воспитание девочек-сирот.
В 1909 году, когда в Ришон-ле-Цион приехали йеменские семьи, Пухачевская помогала им адаптироваться. Они называли ее «матерью йеменцев».  Файнштейн-Пухачевская основала также «Общество Линат-Цедек» ((ивр. חברת לינת-צדק‎)), которое занималось размещением в специально построенном пансионе путников и бедных рабочих. Это общество превратилась в крупную благотворительную организацию для нуждающихся и больных. 
Файнштейн-Пухачевская являлась основательницей «Ассоциации изучения иврита для женщин "Двора"» ( (ивр. אגודת דבורה ללימודי עברית לנשים‎)) и одной из создательниц «Союза еврейских женщин за равные права в Эрец-Исраэль», который был основан в 1919 году для проведения кампании за избирательное право женщин в Палестине.
В 1919 году на общем собрании колонии Ришон-ле-Цион было решено предоставить йеменцам и женщинам право голоса.  Первые две женщины, набравшие наибольшее количества голосов, должны были включаться  в совет («ваад», (ивр. ועד‎)) — местный органа власти — независимо от количества голосов, которые получат мужчины.
Результат был неожиданным, так как больше всего голосов набрала Нехама Файнштейн-Пухачевская, опередив с большим отрывом всех избираемых мужчин. Согласно уставу, член совета, набравший наибольшее количество голосов, назначался председателем, и поэтому Нехама Пухачевская должна была стать первой женщиной, возглавившей совет, управлявший Ришон-ле-Ционом.
Однако она вынуждена была  оставить  должность главы и согласиться на место полноправного члена совета. Официальная причина заключалась в том, что в условиях начала  британского правления, c властями Подмандатной Палестины предстояли тяжелые переговоры. Ее отставка состоялась при условии, что Файнштейн-Пухачевская решит, кто ее заменит.  На эту должность был выбран кандидат-мужчина,  занявший третье место в списке после Файнштейн-Пухачевской и Адины Каханской, занявшей на выборах второе место.
На выборах в Законодательное собрание Британской Палестины, состоявшихся 19 апреля 1920 года, она была избрана одним из пяти депутатов от «Союза еврейских женщин за равные права в Эрец-Исраэль».
Ушла из жизни Нехама Файнштейн-Пухачевская в 1934 году в возрасте 64 лет, похоронена под смоковницей на холме старого кладбища Ришон ле-Циона.